# Talabor–Nagy-ági vízerőmű

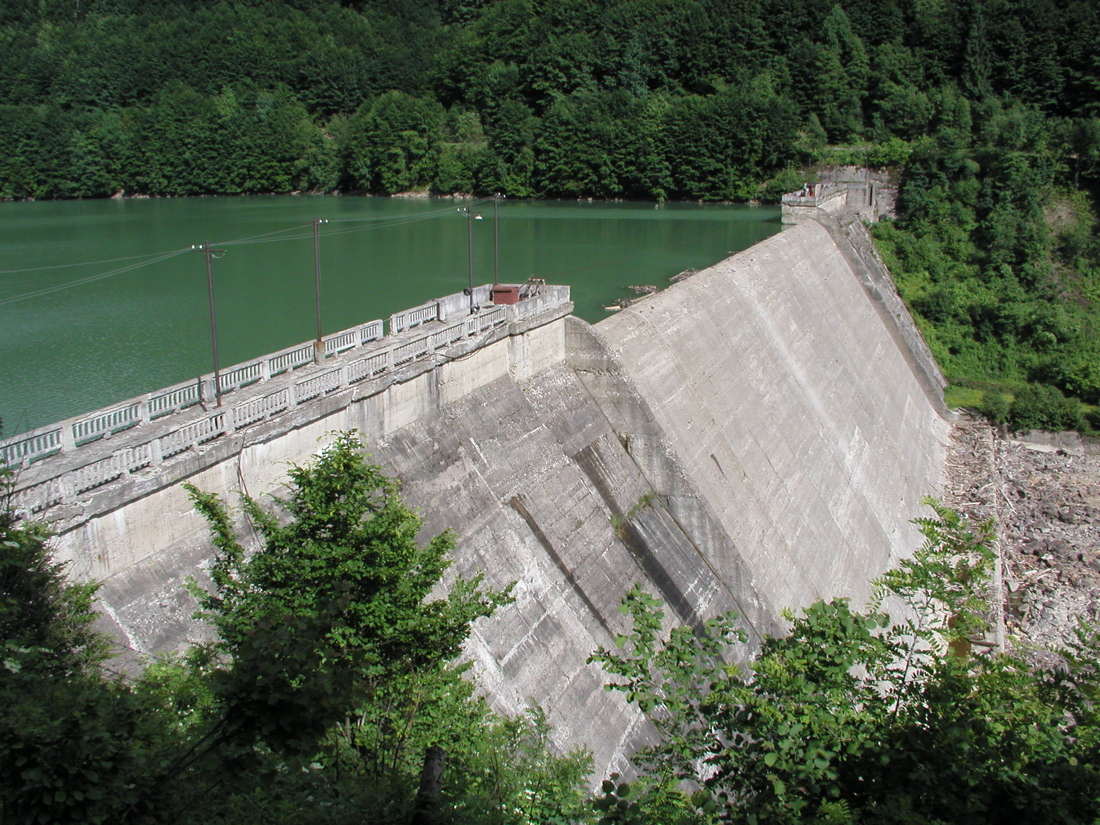
Az erőmű gátja

A Talabor–Nagy-ági vízerőmű (ukránul Теребле-Ріцька гідроелектростанція [Tereble-Ricka hidroelektrosztancija]) egy vízerőmű, mely Ukrajnában, Kárpátalján, a Huszti járásban, a Talabor és a Nagy-ág folyókon található. Az erőművet 1949 és 1955 között építették és 1956-ban helyezték üzembe.

## Működése
A Talaboron Égermező előtt található a Talabori-víztározó, míg a  Nagy-ágon működik a 27 MW teljesítményű Rika-Terabljai vízerőmű, amely két folyó, a Nagy-ág és a Talabor szintkülönbségéből adódó energetikai lehetőségeket használja ki. A Nagy-ág és a Talabor szintkülönbsége a vízerőmű telepítési helyén 200 m. A felduzzasztott Talabor vizét 3 km hosszú csővezetéken vezetik át a mélyebben fekvő Nagy-ágba, ahol a víz 3 db, egyenként 9 MW-os generátort forgató Pelton-turbinát működtet.

## Külső hivatkozások
- Теребле-Ріцька ГЕС — єдина в світі, яка стоїть на двох річках Archiválva 2016. november 28-i dátummal a Wayback Machine-ben (ukránul)